# Stenolophus remissus
Stenolophus remissus är en skalbaggsart som beskrevs av Thomas Casey. Stenolophus remissus ingår i släktet Stenolophus och familjen jordlöpare. Inga underarter finns listade i Catalogue of Life.